# Vladislav Lantratov
Vladislav Valer'evič Lantratov (in russo Владислав Валерьевич Лантратов?; Mosca, 8 ottobre 1988) è un ballerino russo.
È primo ballerino del Balletto Bol'šoj e nel 2018 ha vinto il Prix Benois de la Danse.

## Biografia
Vladislav Lantratov è nato a Mosca in una famiglia di ballerini e si è diplomato all'Accademia statale di coreografia di Mosca nel 2006. Immediadamente dopo il diploma, Lantratov si è unito al Balletto Bol'šoj, dove ha esorditato danzato in Rajmonda, Lo schiaccianoci e Il lago dei cigni.
Negli anni successivi ha ampliato il proprio repertorio danzando in ruoli minori come Florent ne La Esmeralda, Paride in Romeo e Giulietta e l'uccello azzurro e il principe Fortunato ne La bella addormentata. Nel 2011 ha iniziato a danzare parti da protagonista, tra cui Basilio in Don Chisciotte, il principe ne Lo schiaccianoci e Lucien in Lost Illusions, esordendo anche sulle scene internazionali in un galà in onore di Galina Ulanova a Londra. Negli anni successivi ha danzato nelle prime russe di Chroma di Wayne McGregor, Jewels di George Balanchine e la Sinfonia classica di Jurij Possochov, mentre nel 2013 ha ballato nel ruolo dell'eponimo protagonista nella prima produzione del Bol'šoj dell'Onegin di John Cranko.
Al Bol'šoj Lantratov ha danzato in molti dei grandi ruoli maschili del repertorio della compagnia, tra cui Romeo e Tebaldo nel Romeo e Giulietta, Albrecht in Giselle, Petrucchio ne La bisbetica domata, Crasso in Spartak, il principe Desiderio ne La bella addormentata, Conrad ne Le Corsaire, Solor ne La Bayadère, Rubini ed Esmeraldi in Jewels e Jean de Brienne in Rajmonda. Ha ricevuto vasti consensi di critica per la sua performance nel ruolo di Rudol'f Nureev nel balletto del Bol'šoj Nureev, per cui Lantratov è stato premiato con il Prix Benois de la Danse nel 2018. Inoltre, nella stagione 2018/2019 ha danzato in numerose rappresentazioni nei maggiori teatri italiani durante una tournée della compagnia del Bol'šoj, che ha portato in scena La bisbetica domata, Giselle e La bella addormentata al San Carlo di Napoli, al Teatro dell'Opera di Roma e al Teatro alla Scala.